# آلبرت اسپیلزبری
آلبرت اسپیلزبری (انگلیسی: Albert Spilsbury؛ 1894 – ۱۹۵۹ (۶۴−۶۵ سال)) بازیکن فوتبال بود.
از باشگاه‌هایی که در آن بازی کرده است می‌توان به باشگاه فوتبال بری اشاره کرد.